# Coleopterida
Coleopterida je nadred insekata koji se sastoji od redova Coleoptera i Strepsiptera. Ustanovljena je kao sestrinska grupa Neuropterida na osnovu filogenetske analize podataka o sekvenci DNK. Grupisanje je podržano i morfološkim podacima. Procenjuje se da su se Coleopterida prvi put pojavila tokom perioda karbona, ali najraniji potvrđeni fosili grupe datiraju iz perma. Karbonsku vrstu insekata Stephanastus polinae neki autori tumače kao sestrinsku grupu Coleoptera i Strepsiptera (kao sopstveni izumrli red, Skleroptera), ali je ovo tumačenje osporavano i alternativno je sugerisano da je pripadnik izumrlog reda. Protelytroptera (matična grupa modernih Dermaptera, uholaža).